# レオニダス (小惑星)
レオニダス (2782 Leonidas) は小惑星帯にある小惑星。パロマー天文台のトム・ゲーレルスとライデン天文台のファン・ハウテン夫妻が発見した。
紀元前5世紀のアギス朝のスパルタ王レオニダス1世に因んで名付けられた。